# Brasiliensorgfågel
Brasiliensorgfågel (Laniisoma elegans) är en fågel i familjen tityror inom ordningen tättingar.

## Utbredning och systematik
Fågeln förekommer enbart i sydöstra Brasilien. Den behandlas som monotypisk, det vill säga att den inte delas in i några underarter. Andinsk sorgfågel (Laniisoma buckleyi) behandlades dock tidigare som samma art som brasiliensorgfågel.

## Status
IUCN kategoriserar den som livskraftig.